# Eutreta novaeboracensis
Eutreta novaeboracensis är en tvåvingeart som först beskrevs av Fitch 1855.  Eutreta novaeboracensis ingår i släktet Eutreta och familjen borrflugor. Inga underarter finns listade i Catalogue of Life.